# Hieracium ablasiocybe
Hieracium ablasiocybe es una especie de planta con flor del género Hieracium, de la familia Asteraceae, orden Asterales.

## Distribución
Hieracium ablasiocybe se distribuye por Noruega.

## Taxonomía
Fue descrita científicamente por Notø. Fue publicada en Tromsø Mus. Aarsh. 31-32: 60 (1908-1909 publ. 1910).